# Icimauna ciliaris
Icimauna ciliaris là một loài bọ cánh cứng trong họ Cerambycidae.